# Muscle petit rhomboïde
Le muscle petit rhomboïde est un muscle pair du dos reliant l'épaule au rachis.

## Description
Le muscle petit rhomboïde forme la partie supérieure du muscle rhomboïde et est situé sous le muscle trapèze.
C'est un muscle pair faisant partie des muscles hypaxiaux du dos.

## Origine
Le muscle petit rhomboïde nait des processus épineux de la septième vertèbre cervicale et de la première vertèbre thoracique, ainsi que du bas du ligament de la nuque.

## Trajet
Le muscle petit rhomboïde se dirige obliquement en bas et latéralement.

## Insertion
Le muscle petit rhomboïde se termine sur le bord médial de la scapula, au niveau de la racine de l'épine scapulaire (au-dessus du muscle grand rhomboïde).

## Innervation
Le muscle petit rhomboïde est innervé par le nerf scapulaire dorsal (C4 et C5).

## Fonction et action
Il a comme fonction : fixateur de la scapula contre le thorax et adducteur et élévateur de la scapula.